# Ловелл (Вайоминг)
Ловелл (англ. Lovell, Wyoming) — город, расположенный в округе Биг-Хорн (штат Вайоминг, США) с населением в 2281 человек по статистическим данным переписи 2000 года.

## География
По данным Бюро переписи населения США город Ловелл имеет общую площадь в 2,85 квадратных километров, водных ресурсов в черте населённого пункта не имеется.
Город Ловелл расположен на высоте 1168 метров над уровнем моря.

## Демография
По данным переписи населения 2000 года в Ловелле проживал 2281 человек, 613 семей, насчитывалось 896 домашних хозяйств и 1013 жилых домов. Средняя плотность населения составляла около 827 человек на один квадратный километр. Расовый состав Ловелла по данным переписи распределился следующим образом: 90,93 % — белых, 0,04 % — афроамериканцев, 0,70 % — коренных американцев, 0,18 % — азиатов, 0,13 % — выходцев с тихоокеанских островов, 2,37 % — представителей смешанных рас, 5,66 % — других народностей. Испаноговорящие составили 9,16 % от всех жителей города.
Из 896 домашних хозяйств в 31,9 % — воспитывали детей в возрасте до 18 лет, 54,9 % представляли собой совместно проживающие супружеские пары, в 9,6 % семей женщины проживали без мужей, 31,5 % не имели семей. 27,7 % от общего числа семей на момент переписи жили самостоятельно, при этом 15,6 % составили одинокие пожилые люди в возрасте 65 лет и старше. Средний размер домашнего хозяйства составил 2,55 человек, а средний размер семьи — 3,14 человек.
Население города по возрастному диапазону по данным переписи 2000 года распределилось следующим образом: 29,2 % — жители младше 18 лет, 9,8 % — между 18 и 24 годами, 22,0 % — от 25 до 44 лет, 21,5 % — от 45 до 64 лет и 17,6 % — в возрасте 65 лет и старше. Средний возраст жителей составил 36 лет. На каждые 100 женщин в Ловелле приходилось 100,4 мужчин, при этом на каждые сто женщин 18 лет и старше приходилось 94,9 мужчин также старше 18 лет.
Средний доход на одно домашнее хозяйство в городе составил 30 745 долларов США, а средний доход на одну семью — 35 815 долларов. При этом мужчины имели средний доход в 30 698 долларов США в год против 20 313 долларов среднегодового дохода у женщин. Доход на душу населения в городе составил 13 772 доллара в год. 11,0 % от всего числа семей в округе и 14,9 % от всей численности населения находилось на момент переписи населения за чертой бедности, при этом 19,5 % из них были моложе 18 лет и 8,3 % — в возрасте 65 лет и старше.

## Религия
Доминирующим религиозным течением среди жителей города является Церковь Иисуса Христа Святых последних дней. В Ловелле также действуют римско-католическая, лютеранская и баптистская церкви.
В пригороде Ловелла проживает небольшая группа последователей фундаменталистского течения Церкви Иисуса Христа Святых последних дней.

## Известные люди
- Дон Диспейн — ботаник и эколог.